# تشورا كامبو (جبنة)
تشورا كامبو (جبنة جافة تبتية)، وهي مهمة في المطبخ التبتي. تصنع تشورا كامبو من الروائب المتبقية من غليان الحليب الرائب.
ثمة أشكال عديدة من تشورا كامبو. تؤكل تشورا كامبو قطعاً صغيرة نفس طريقة أكل قطع الحلوى في الدول الغربية. يتكون هذا الجبن من قطع صلبة صغيرة مجففة تدوم طويلاً عند المضغ.